# Pour les p'tiots
Pour les p'tiots (Pels petits) va ser un curtmetratge mut francès de 1908 dirigit per Georges Méliès.

## Trama
Un pare empobrit, amb el seu fill petit i la seva filla, demana menjar en un mercat. Quan un comerciant enfadat els rebutja, la seva situació crida l'atenció d'una dona de caritat. Evidencia la vergonya del comerciant desagradable, compra menjar a la família pobra, parla amb la família i adopta els dos fills. Treballadors del mercat, presenciant l'escena, donant feina al pare com a home-anunci.

## Estrena
Pour les p'tiots va ser venuda per la Star Film Company de Méliès i està numerada 1326–1328 als seus catàlegs. La revista comercial nord-americana The Moving Picture World, en un breu avís sobre algunes de les pel·lícules de Méliès, va elogiar Pour les p'tiots per oferir "una sana lliçó de caritat"."
Actualment es presumeix que la pel·lícula és perduda.